# Londen Bullion Markt
De Londen Bullion Markt is een prominente over-the-counter goud- en zilvermarkt, die gevestigd is in Londen. Op deze markt worden edelmetalen in grote hoeveelheden verhandeld. Over-the-counter is een term die aangeeft dat het handelen plaatsvindt zonder een beursconstructie, zoals bij aandelen. Om te mogen opereren op de markt, moet een handelende partij lid zijn van de London Bullion Market Association (LBMA). Partij die hier handelen zijn o.a. internationale banken, maar ook grote edelmetaalsmelters en mijnbouwbedrijven.

## Geschiedenis
Doordat er al tijdens de koloniale tijd goud werd verscheept, ontstond in het Verenigd Koninkrijk een valutastandaard die was gebaseerd op goud. Enkele private banken hadden zeer lange tijd veel invloed op de goudhandel. In de jaren 80 had de Bank of England echter besloten dat de regulatie op goud moest worden gedaan door een onafhankelijke partij. Als gevolg daarvan werd in 1987 de London Bullion Market Association (LBMA) opgericht. De LBMA opereert onafhankelijk en heeft de Engelse centrale bank als toezichthouder.

## Taken
Gezien de waarde en belang in internationale economie en politiek wordt de handel in goud nauwlettend in de gaten gehouden. Dit gebeurt via de Londen Bullion Markt. Enkele taken van de markt zijn:
- het bijhouden van de 'good delivery list' waarop geaccrediteerde smelters staan aangegeven
- smeltstandaarden ontwikkelen
- handelsdocumentatie verzorgen
- het ontwikkelen van goede handelsmethoden

## Allocated - unallocated
Er wordt dagelijks voor tientallen miljarden dollars aan edelmetaal verhandeld en slechts een klein deel van die handel resulteert in fysieke levering. Het grootste deel van de handel is unallocated, d.w.z. zonder fysieke 'allocatie' van het goed. Het risico van een unallocated positie is dat LBMA-leden het edelmetaal niet kunnen leveren bij grote opvragingen. 